# Carol Moseley-Braun
Carol Moseley-Braun (Chicago, 1947. augusztus 16. –) az Amerikai Egyesült Államok szenátora (Illinois, 1993–1999).